# 독도명예주민증
독도명예주민증은 울릉군에서 독도 방문객을 대상으로 발급하는 명예 주민증이다. 2010년 11월 10일에 규칙 공포 및 발급 시행되었다.

## 신청방법 및 관련 정보
독도관리사무소 웹사이트에서 인용함
- 신청가능 대상자: 독도에 입도하거나 선회관람한 자 중 울릉군 독도명예주민이 되고자 하는 자
- 신청기간: 독도를 입도하거나 선회관람한 다음날 이후로 한다.
- 신청방법
  - 본인확인
    - 내국인 - 이름, 주민번호 입력을 통한 본인확인
    - 외국인 - 이름, 여권번호를 통한 본인확인

  - 방문여부 확인 - 독도 승선권에 기재한 방문날짜, 승선자 이름, 주민등록번호 앞자리, 연락처
  - 신청정보 입력 - 우편물 수령주소, 사진
  - 신청완료 - 신청 및 처리상태 확인

## 발부 기록
| 발급인 수 | 달성 날짜       | 출처   |
| --------- | --------------- | ------ |
| 17,474명  | 2015년 4월 8일  | [ 3 ]  |
| 28,965명  | 2017년 3월 25일 | [ 4 ]  |
| 43,810명  | 2018년 11월 1일 | [ 5 ]  |
| 49,328명  | 2019년 8월 1일  | [ 6 ]  |
| 60,484명  | 2020년 6월 10일 | [ 7 ]  |
| 65,809명  | 2020년 10월 1일 | [ 8 ]  |
| 70,474명  | 2021년 6월 말   | [ 9 ]  |
| 85,106명  | 2022년 6월 20일 | [ 10 ] |
| 97,272명  | 2022년 말       | [ 11 ] |
| 100,000명 | 2023년 5월 6일  | [ 12 ] |